# Fotorealizam
Fotorealizam, hiperrealizam ili superrealizam je umjetnički pravac koji je nastao, najprije kao slikarski pravac, u SAD-u koncem 1960-ih. Za razliku od realizma iz 19. stoljeća, fotorealiste ne zanima preslikavanje stvarnosti s fotografije, nego njezine nadstvarnosti. Zbog toga se ne inzistira na točnoj reprodukciji predmeta na fotografiji, nego na točnoj reprodukciji fotografije, sa svim iskrivljenjima, odsjajima, zamućenjima ili prejakim osvjetljenjima ako ih ima
Fotorealizam se razvio iz pop arta kao odgovor na apstraktni ekspresionizam i minimalizam u umjetnosti. Fotorealisti su koristili fotografiju, ili više njih, kako bi priskrbili informacije za svoje slike te kako bi uporabu foto kamere učinili prihvatljivu modernizmu. Tako umjetnici često slikaju air brushom (zračnim kistom) kako individualni rukopis umjetnika ne bi naškodio impersonalnosti koju faktura fotografije nudi. 
Naziv „fotorealizam” je uobličio Louis K. Meisel 1969. i prvi put se pojavio 1970. god. u katalogu za izložbu 22 realista u Muzeju Whithey. Isti autor je na zahtjev Stuarta M. Speisera, koji je bio ovlašten da stavlja u promet djela fotorealizma, postavio pet uvjeta da bi netko bio proglašen umjetnikom fotorealizma:
1. Fotorealist koristi kameru i fotografiju da prikupi informacije.
2. Fotorealist koristi mehanička ili polumehanička sredstva da prenese informacije na platno
3. Fotorealist mora imati tehničke sposobnosti da se dovršeni rad čini fotografskim.
4. Umjetnik mora imati iza sebe izložene radove fotorealizma do 1972. god. da bi bio smatran jednim od izvornih fotorealista.
5. Umjetnik mora imati najmanje pet godina posvećenih razvoju i izlaganju fotorealističnih radova.[5]

Tako se za prve prave fotorealiste smatraju umjetnici kao što su: Richard Estes, Ralph Goings, Chuck Close, Charles Bell, Audrey Flack, Don Eddy, Robert Bechtle i Tom Blackwell. Pošto ovi umetnici rade samostalno, teško je navesti jasno definirane odrednice stila. Međutim, ono što ih nesumnjivo povezuje su teme njihovih djela koje se uglavnom odnose na svakodnevne, poznate prikaze u njihovoj okolini, smještene u okvir urbanih pejzaža, portreta i mrtve prirode.
God. 1973., belgijski trgovac umjetninama Isy Brachot je za izložbu američkih fotorealista u njegovoj galeriji u Bruxellesu koristio naziv „hiperrealizam” (fr. Hyperréalisme). Izložbi su se pridružili i europski autori kao što su Domenico Gnoli, Gerhard Richter, Konrad Klapheck i Delcol. Europski hiperealizam se razlikuje od američkog, te se smatra svojevrsnim odmakom i napretkom, jer namjesto fotografija svakodnevnice, fotografski prikazuje žive oppipljive predmete s izrazitom preciznošću, uvjerljivom simulacijom stvarnosti, koju ne može zabilježiti ni fotografija. naime, površine, svjetlosni efekti i sjene se doimaju čišćima i jasnijima nego na fotografiji ili samom predmetu.
Iako je pokret bio slikarski, kipari Duane Hanson i John DeAndrea su stvarali životne skulpture svakodnevnih ljudi koje su prozvane „verističke”.